# Montarnaud
Montarnaud település Franciaországban, Hérault megyében. Lakosainak száma 4186 fő (2022. január 1.). Montarnaud Argelliers, La Boissière, Grabels, Murviel-lès-Montpellier, Saint-Georges-d’Orques, Saint-Paul-et-Valmalle és Vailhauquès községekkel határos.

## Népesség
A település népességének változása:
| Lakosok száma | 602  | 1016 | 1689 | 2451 | 2586 | 3157 | 3754 | 4052 | 4145 | 4186 |
|               | 1968 | 1982 | 1990 | 2006 | 2013 | 2015 | 2017 | 2019 | 2020 | 2022 |